# Helmo Kindermann
Helmo Kindermann (né le 30 mars 1924 à Münster, mort le 22 janvier 2003 à Civenna) est un acteur allemand.

## Biographie
Fils d'un capitaine de la marine marchande, il s'engage dans la marine au moment de la Seconde Guerre mondiale et est pris en captivité par les Britanniques. Après la guerre, il vit un temps en Égypte, où il travaille comme agent maritime et réceptionniste. Au début des années 1950, il s'installe en Italie, où il tourne ses premiers films et est déjà actif en tant qu'acteur de doublage.
En 1955, il retourne en Allemagne et joue au théâtre à Munich, Bad Hersfeld, Bâle et Stuttgart. On lui propose des rôles plus intéressants dans des films de production internationale, notamment Le Jour le plus long.
Comme on lui propose toujours des rôles d'officiers allemands de la Wehrmacht, il rejette catégoriquement ces rôles en 1963. Kindermann se concentre comme acteur de doublage. Il est la voix germanophone de Charlton Heston, William Holden, Stewart Granger, Michel Piccoli, Robert Hossein ou Marshall Thompson.
Helmo Kindermann est aussi acteur pour des productions radiophoniques. Il tient le rôle principal dans l'adaptation de Perry Rhodan par le label Europa.
Kindermann vit avec sa femme Alice à Ratzebourg. Après sa retraite d'acteur, Kindermann déménage en Italie du Nord, au lac de Côme.

## Filmographie
- 1957 : Die Eintagsfliege
- 1957 : Le Loup et les Sept Chevreaux
- 1957 : Rübezahl – Herr der Berge
- 1957 : Zwei Matrosen auf der Alm
- 1960 : L'Homme des fusées secrètes
- 1960 : Question 7
- 1960 : Gustav Adolfs Page
- 1961 : La Fête espagnole
- 1962 : Le Jour le plus long
- 1963 : L'Invasion secrète
- 1964 : Le Train